# 山陰薬品
山陰薬品株式会社（米子・倉吉・鳥取・松江出張所）（さんいんやくひん、よなご・くらよし・とっとり・まつえしっちょうじょ）は、ミドリ十字の医薬品・臨床試薬の卸売をする株式会社ミドリ十字山陰センターとしてミドリ十字の完全子会社であった。血液銀行山陰ブラット商会が社名変更した会社である。現在はアルフレッサグループの一社「ティーエスアルフレッサ」である。医薬品の卸売手。地盤は鳥取県。

## 概要
- 代表取締役社長の武部勝義は、医薬品卸業には素人だった為、実際に経営は代表取締役専務の瀬山正八郎があたっていた。
- 昭和52年7月資本金が1,000万円から1,500万円に増資したが、増資分のほとんどを成和産業が引き受けていた。これは、成和産業との業務提携が指向されており、成和産業との合併を踏まえたものであった。
- 前社「山陰ブラット商会」の時からのミドリ十字と関係が続いていたので監査役としてミドリ十字の小林博（ミドリ十字専務）が監査役に就任していた。
- 「山陰薬品」の合併により、戦後創業された「八紅産業」は、「尾道薬品協同組合」「富士薬品」「長谷川畜産」「広島中央薬局・卸部門」「岡山ミドリ」「上田器械店」「「光栄堂」「山田薬局・卸部門」「安達薬品・卸部門」｢小玉薬局・卸部門」「小玉愛薬局・卸部門」との合併・営業譲受で「成和産業」として中国地区でトップ医薬品卸メーカーとなる。
- 武部勝義・瀬山正八郎は、成和産業の取締役に就任

## 会社概要
- 代表取締役社長　武部勝義
- 資本金　1,500万円
- 従業員　25名

## 沿革
- 昭和30年9月「血液銀行山陰ブラット商会」として設立
- 昭和46年8月「山陰薬品株式会社」に商号変更し「ミドリ十字」以外の製薬企業と取り引き開始
- 昭和53年3月「成和産業」との合併契約締結
- 昭和53年7月 広島県広島市の「成和産業株式会社」（現：「ティーエスアルフレッサ株式会社」）に合併され解散

## 営業所
- 米子本社（出張所）は鳥取県米子市角盤町4-146
- 鳥取出張所は鳥取県鳥取市青葉町3-208
- 倉吉出張所は鳥取市昭和町1405
- 松江出張所は島根県松江市御手船場572

## 主な取引メーカー
- ミドリ十字
- 三共
- 中外　等